# Христианско-социальная народная партия (Люксембург)
Христианско-социальная народная партия, ХСНП (люкс. Chrëschtlech Sozial Vollekspartei, фр. Parti populaire chrétien social, нем. Christlich Soziale Volkspartei) — консервативная партия Люксембурга. Часто входила в правящую коалицию, с 2013 находится в оппозиции, имеет 3 депутатов в Европарламенте.
ХСНП состоит из округов (Bezirk), округа из секций (Sektion) по одной на общину.
Высший орган — съезд (Nationalkongress), между съездами — национальный комитет (Nationalkomitee), между национальными комитетами — национальный совет (нем. Nationalrat, люкс. Nationalrot), высший орган округа — окружной съезд (Bezirkskongress), между окружными съездами — окружное правление (Bezirksvorstand), высший орган секции — общее собрание (Generalversammlung), между общими собраниями — правление секции (Sektionsvorstand).